# Вежхи (Опольське воєводство)
Вежхи (пол. Wierzchy, нім. Wierschy) — село в Польщі, у гміні Волчин Ключборського повіту Опольського воєводства.
Населення — 331 особа (2011).

## Демографія
Демографічна структура станом на 31 березня 2011 року:
|          | Загалом | Допрацездатний вік | Працездатний вік | Постпрацездатний вік |
| -------- | ------- | ------------------ | ---------------- | -------------------- |
| Чоловіки | 158     | 30                 | 109              | 19                   |
| Жінки    | 173     | 20                 | 110              | 43                   |
| Разом    | 331     | 50                 | 219              | 62                   |